# Uvildy
Uvildy (rusky Увильды) je bezodtoké jezero v Čeljabinské oblasti v Rusku. Má rozlohu 68,1 km². Průměrně je hluboké 14 m a dosahuje maximální hloubky 38 m. Leží v nadmořské výšce 275 m.

## Vodní režim
Do jezera ústí řeka Čeremšanka. Rozsah kolísání úrovně hladiny je přibližně 1 m. Zamrzá v listopadu a rozmrzá v květnu.

## Využití
Dno je pokryté sapropelovým bahnem. V okolí jezera jsou radonové prameny, díky kterým zde byly založeny lázně Uvildy.